# Oliver Kirchner
Oliver Kirchner (* 4. Mai 1966 in Magdeburg) ist ein deutscher Politiker (AfD). Seit 2016 ist er Mitglied des Landtages von Sachsen-Anhalt. Seit Ende März 2018 ist er Fraktionsvorsitzender und Oppositionsführer; seit August 2022 ist er dies gemeinsam mit Ulrich Siegmund. Er war der Spitzenkandidat der AfD für die Landtagswahl in Sachsen-Anhalt 2021.

## Leben
Kirchner besuchte bis 1982 die Polytechnische Oberschule und erlernte anschließend den Beruf des Kfz-Mechanikers. Von 1984 bis 1990 war er als Mechaniker für Flurfördergeräte tätig. 1991 absolvierte er eine Weiterbildung zum Karosseriebaumechaniker und war danach bis 1998 Stellvertretender Leiter Unfallfahrzeughandel. 1996 beendete er eine Berufsausbildung zum Automobilkaufmann. 1999 machte er sich im Kraftfahrzeughandel selbständig.
Kirchner ist mit einer gebürtigen Moldauerin verheiratet und hat zwei Kinder.

## Politik
2014 trat Kirchner in die AfD ein. Als Auslöser seines politischen Engagements benannte er mehrfach die Asylkrise des Jahres 2015. 2015 gehörte er zu den Unterzeichnern der Erfurter Resolution, des Positionspapiers der inzwischen aufgelösten völkisch-nationalistischen Gruppierung Der Flügel um Björn Höcke und André Poggenburg. Kirchner hat mehrfach mit den Vorsitzenden der AfD-Landtagsfraktionen von Sachsen, Thüringen, Brandenburg, Mecklenburg-Vorpommern Erklärungen und Resolutionen zu aktuellen politischen Themen abgegeben, zuletzt am 30. März 2023 die Potsdamer Erklärung zur Migration.
Bei der Landtagswahl in Sachsen-Anhalt 2016 zog er mit 23,9 % der Erststimmen als Direktkandidat seiner Partei im Wahlkreis Magdeburg I (Wahlkreis 10) in den Landtag von Sachsen-Anhalt ein. Kirchner arbeitet seit 2019 im Stadtrat von Magdeburg mit und ist Mitglied des Seniorenbeirats der Landeshauptstadt.
Kirchner ist Mitglied des Ältestenrats und zudem im Ausschuss Arbeit, Soziales und Integration tätig. Er war zunächst Vizevorsitzender seiner Fraktion, bis er nach der Rücktrittsankündigung von André Poggenburg im März 2018 zum neuen AfD-Fraktionsvorsitzenden im Landtag von Sachsen-Anhalt gewählt wurde. Seit August 2022 ist neben Kirchner Ulrich Siegmund gleichberechtigter Co-Vorsitzender der Fraktion.

## Positionen
Im Februar 2018 forderte er eine engere Kooperation mit der rechtsextremen Organisation Pegida. Zur gleichen Zeit äußerte er mehrfach die Absicht einer parlamentarischen Zusammenarbeit mit der CDU im Landtag von Sachsen-Anhalt. In Debattenbeiträgen der öffentlichen Plenarsitzungen wird von Kirchner und seinen Fraktionsmitgliedern immer wieder eine konservative Schnittmenge mit CDU-Abgeordneten akzentuiert. Die Vizefraktionvorsitzenden der CDU Ulrich Thomas und Lars-Jörn Zimmer haben 2019 in einem achtseitigen Positionspapier ausgeführt, unter welchen Bedingungen eine Koalition mit der AfD möglich wäre, und eine solche perspektivisch nicht völlig ausgeschlossen. In einem Interview nach der Landtagswahl 2021 übernahm der ZDF-Reporter Andreas Weise die Selbstdarstellung der AfD als bürgerliche Partei der rechten Mitte, indem er Kirchner bestätigte: „Es gibt eine konservative Mehrheit in Sachsen-Anhalt. Aber es würde ja niemand mit Ihnen reden, die CDU hat es ja abgelehnt.“ Anstatt darauf weiter einzugehen, bezeichnete Kirchner im Fortgang des Gespräches die Rückgewinnung „unserer Arbeiter“ von der Partei Die Linke als Erfolg der Arbeit seiner Partei.
Anfang November 2023 sagte Kirchner auf der „Compact-Konferenz“ mit Bezug auf AfD-Anhänger, die wegen ihrer politischen Haltung ausgegrenzt würden, er fühle sich „wirklich an tiefste DDR-Zeiten erinnert“. Die Führung der Ukraine bezeichnete Kirchner als „Selenskyj-Regime“ und „korrupte Saubande“.